# ジャン4世 (ブラバント公)
ジャン4世（Jean IV, 1403年6月11日 - 1427年4月17日）は、ブラバント公（在位：1415年 - 1427年）。ブラバント公アントワーヌとジャンヌ・ド・サン＝ポルの長男。父がアジャンクールの戦いで戦死したため、12歳で公位を継承した。

## 生涯
1417年に伯父のブルゴーニュ公ジャン1世（無怖公）の画策で従姉に当たるエノー女伯ジャクリーヌと婚約、翌1418年に結婚した。血縁だったためローマ教皇マルティヌス5世の承認を取り付けた。
政略結婚であったが、ジャクリーヌの叔父の下バイエルン＝シュトラウビング公ヨハン3世がジャクリーヌの後見を要求、1419年に従兄で無怖公の息子フィリップ3世（善良公）の仲介で和睦した。だが、尚も続くヨハン3世との領土争いで劣勢だったため、性格の不一致もありジャクリーヌに見限られ、1422年にペニスコラの対立教皇ベネディクトゥス13世の介入で婚姻を無効とされた上、ジャクリーヌがイングランド王ヘンリー5世の弟グロスター公ハンフリーと再婚、グロスター公がネーデルラントへ侵攻する事態に発展した。
一連の出来事に対処出来ないジャン4世に代わり、善良公がヨハン3世に協力してグロスター公との戦争を始め、戦況が善良公有利に傾く中1427年に23歳で死去、子が無かったため、弟フィリップ・ド・サン＝ポルが跡を継いだ。1430年にフィリップも子が無いまま若死にしたためブラバントは善良公が相続、やがてジャクリーヌのエノーも善良公が手に入れた。